# Liste der Auslandsvertretungen der Dominikanischen Republik

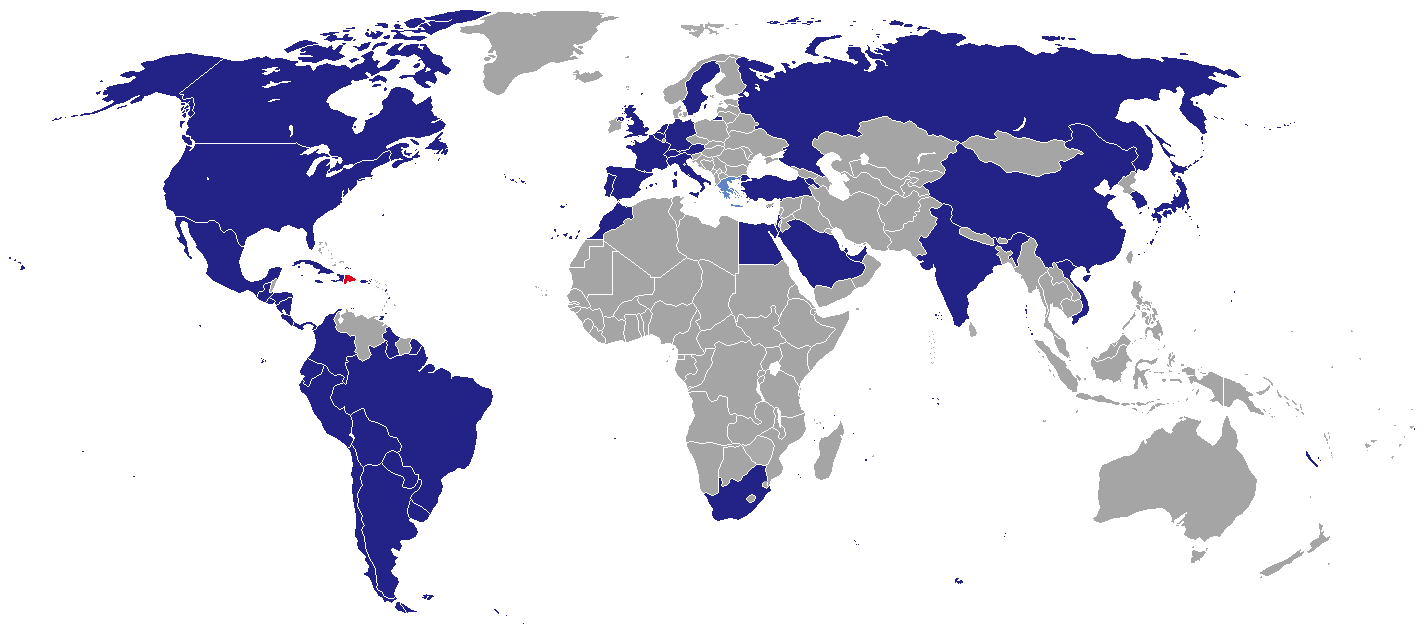
Standorte der diplomatischen Vertretungen der Dominikanischen Republik

Dies ist eine Liste der diplomatischen und konsularischen Vertretungen der Dominikanischen Republik.

## Diplomatische und konsularische Vertretungen

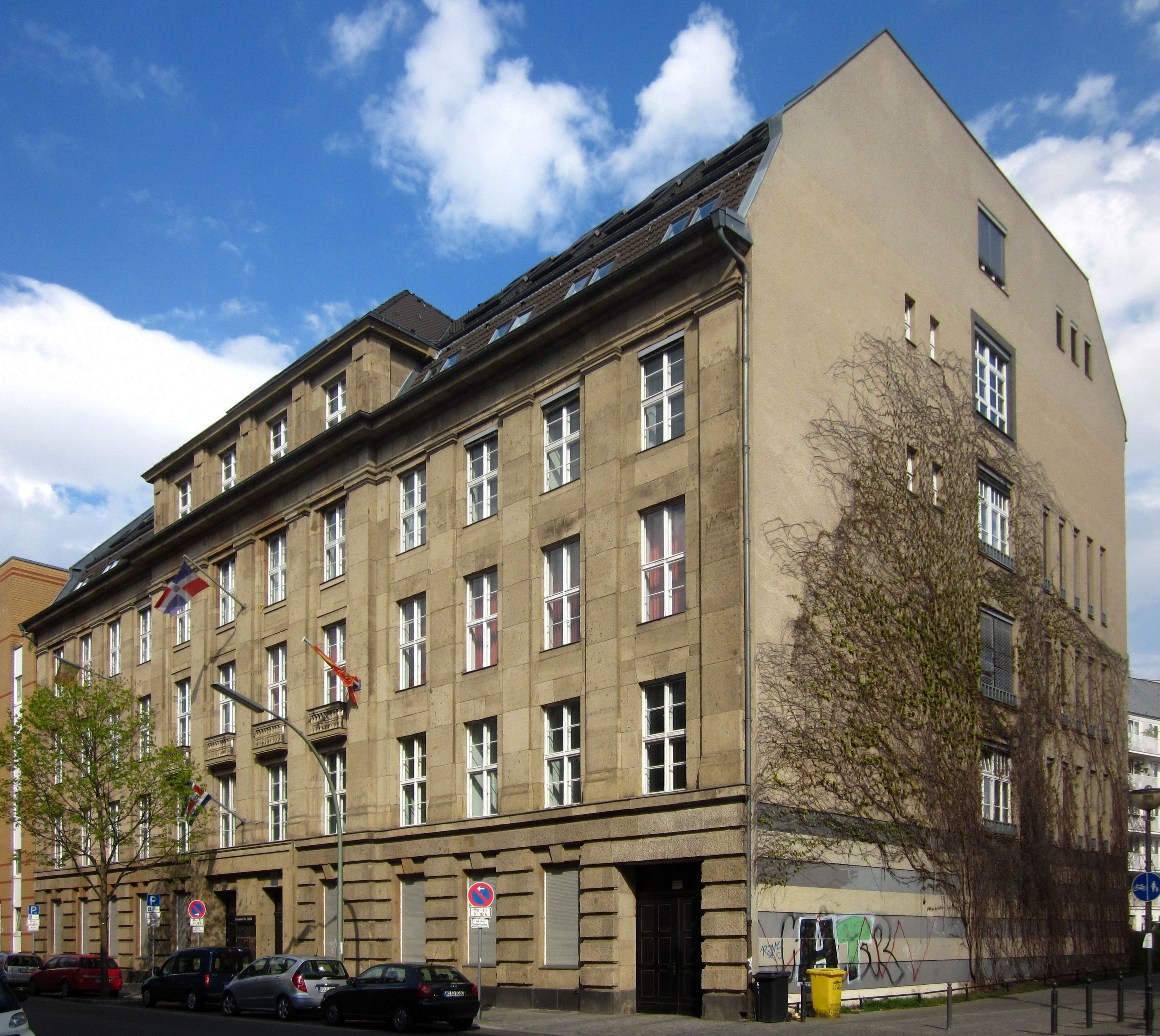
Botschaft der Dominikanischen Republik in Berlin

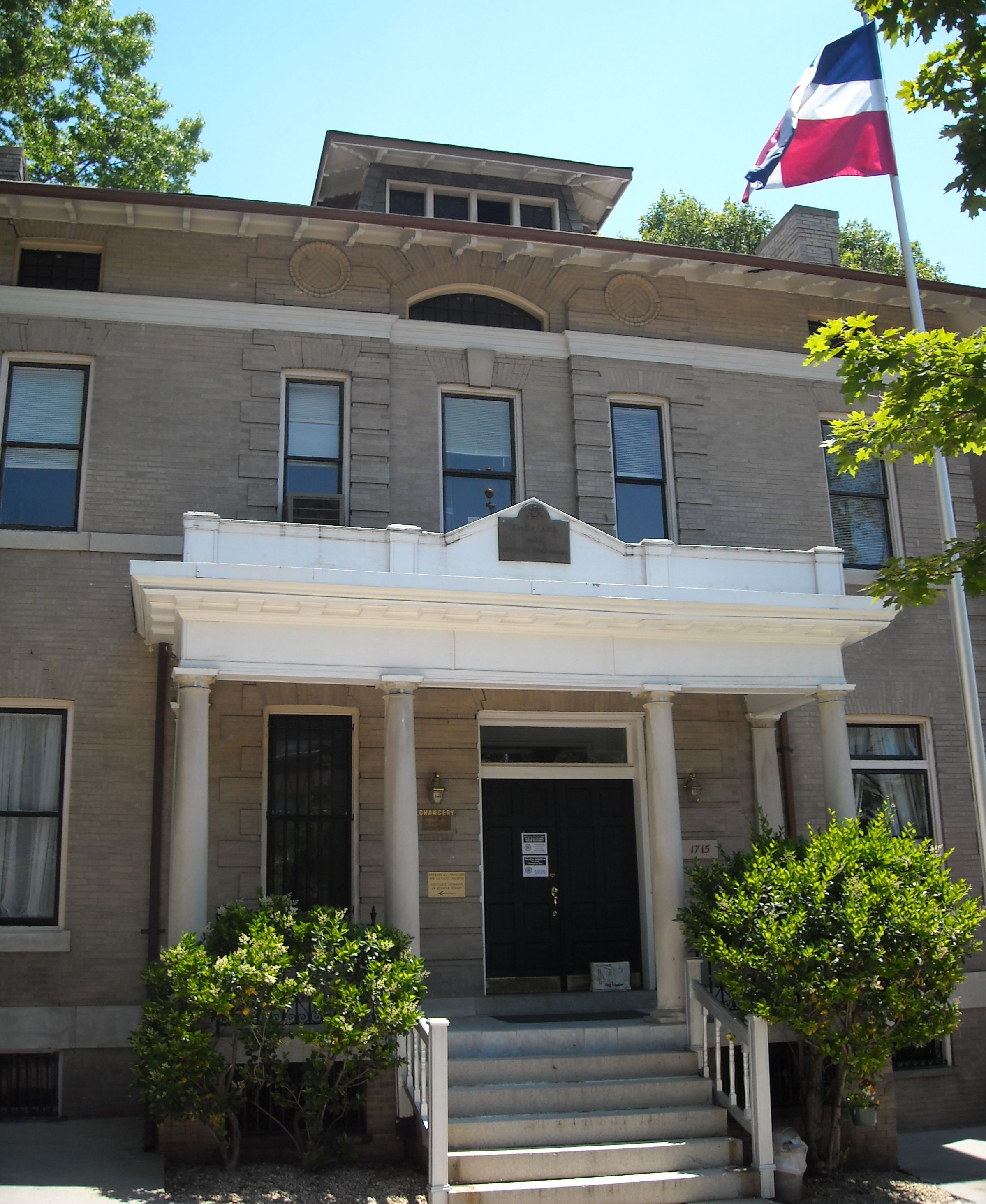
Botschaft der Dominikanischen Republik in Washington, D.C.

### Afrika
- Ägypten: Kairo, Botschaft
- Marokko: Rabat, Botschaft
- Südafrika: Pretoria, Botschaft

### Asien
| - Volksrepublik China: Peking, Office of Commercial Development - Volksrepublik China: Hongkong, Office of Commercial Development - Indien: Neu-Delhi, Botschaft - Israel: Tel Aviv, Botschaft | - Japan: Tokio, Botschaft - Katar: Doha, Botschaft - Südkorea: Seoul, Botschaft - Taiwan: Taipei, Botschaft - Vereinigte Arabische Emirate: Abu Dhabi, Botschaft |

### Europa
| - Belgien: Brüssel, Botschaft - Belgien: Antwerpen, Generalkonsulat - Deutschland: Berlin, Botschaft - Deutschland: Hamburg, Generalkonsulat - Frankreich: Paris, Botschaft - Frankreich: Marseille, Generalkonsulat - Frankreich: Pointe-à-Pitre, Guadeloupe, Generalkonsulat - Griechenland: Athen, Generalkonsulat - Italien: Rom, Botschaft - Italien: Genua, Generalkonsulat - Italien: Mailand, Generalkonsulat - Niederlande: Den Haag, Botschaft - Niederlande: Amsterdam, Generalkonsulat - Niederlande: Philipsburg, Sint Maarten, Generalkonsulat | - Niederlande: Willemstad, Curaçao, Generalkonsulat - Österreich: Wien, Botschaft - Portugal: Lissabon, Botschaft - Russland: Moskau, Botschaft - Schweden: Stockholm, Botschaft - Schweiz: Bern, Botschaft - Schweiz: Zürich, Generalkonsulat - Spanien: Madrid, Botschaft - Spanien: Barcelona, Generalkonsulat - Spanien: Sevilla, Generalkonsulat - Spanien: Valencia, Konsulat - Vereinigtes Königreich: London, Botschaft |

### Nordamerika
| - Costa Rica: San José, Botschaft - El Salvador: San Salvador, Botschaft - Guatemala: Guatemala-Stadt, Botschaft - Haiti: Port-au-Prince, Botschaft - Haiti: Anse-à-Pitres, Generalkonsulat - Haiti: Ouanaminthe, Generalkonsulat - Haiti: Belladère, Konsulat - Honduras: Tegucigalpa, Botschaft - Jamaika: Kingston, Botschaft - Kanada: Ottawa, Botschaft - Kanada: Montreal, Generalkonsulat - Kanada: Toronto, Generalkonsulat - Kuba: Havanna, Botschaft | - Mexiko: Mexiko-Stadt, Botschaft - Nicaragua: Managua, Botschaft - Panama: Panama-Stadt, Botschaft - Trinidad und Tobago: Port of Spain, Botschaft - Vereinigte Staaten: Washington, D.C., Botschaft - Vereinigte Staaten: Boston, Generalkonsulat - Vereinigte Staaten: Chicago, Generalkonsulat - Vereinigte Staaten: Los Angeles, Generalkonsulat - Vereinigte Staaten: Miami, Generalkonsulat - Vereinigte Staaten: New Orleans, Generalkonsulat - Vereinigte Staaten: New York, Generalkonsulat - Vereinigte Staaten: San Juan, Puerto Rico, Generalkonsulat - Vereinigte Staaten: Mayagüez, Puerto Rico, Generalkonsulat |

### Südamerika
| - Argentinien: Buenos Aires, Botschaft - Brasilien: Brasília, Botschaft - Brasilien: Rio de Janeiro, Generalkonsulat - Brasilien: São Paulo, Generalkonsulat - Chile: Santiago de Chile, Botschaft - Ecuador: Quito, Botschaft | - Kolumbien: Bogotá, Botschaft - Paraguay: Asunción, Botschaft - Peru: Lima, Botschaft - Uruguay: Montevideo, Botschaft - Venezuela: Caracas, Botschaft |

## Vertretungen bei internationalen Organisationen
- Europäische Union: Brüssel, Mission
- Vereinte Nationen: New York, Ständige Mission
- Vereinte Nationen: Genf, Ständige Mission
- Vereinte Nationen: Wien, Ständige Mission
- OAS: Washington, D.C., Ständige Mission
- Organisation der Vereinten Nationen für Erziehung, Wissenschaft und Kultur (UNESCO): Paris, Ständige Mission
- Heiliger Stuhl: Rom, Botschaft